# Rybina
Rybina (niem. Fischerbabke) – wieś w Polsce położona w województwie pomorskim, w powiecie nowodworskim, w gminie Stegna na obszarze Żuław Wiślanych przy drodze wojewódzkiej nr 502 nad Szkarpawą i Wisłą Królewiecką. Wieś jest siedzibą sołectwa Rybina w którego skład do roku 2016 wchodziła również miejscowość Popowo. Od 2016 roku Popowo jest samodzielnym sołectwem.
Wieś należąca do Szkarpawy terytorium miasta Gdańska położona była w drugiej połowie XVI wieku w województwie pomorskim. W latach 1975–1998 miejscowość administracyjnie należała do województwa elbląskiego.
We wsi znajdują się trzy mosty zwodzone w tym jedyny w Polsce kolejowy most obrotowy na szlaku Żuławskiej Kolei Dojazdowej oraz dwa drogowe nad Szkarpawą oraz Wisłą Królewiecką. We wsi znajduje się również największa na Żuławach Wiślanych przepompownia wody Chłodniewo. W Rybinie znajduje się również przystań żeglarska Pętli Żuławskiej.